# Sunwest, Arizona
Sunwest je naseljeno područje za statističke svrhe u američkoj saveznoj državi Arizona. Prema popisu stanovništva iz 2010. u njemu je živjelo 15 stanovnika.